# Кеннеди (гора)
Гора Кеннеди (англ. Mount Kennedy) — гора (пик) в Северной Америке в горах Святого Ильи в национальном парке Клуэйн на территории Юкон, Канада.

## История
Канадское правительство назвало этот пик в честь президента США Джона Кеннеди через год после его убийства, о чём сообщил премьер-министр Канады Лестер Пирсон в Палате общин 20 ноября 1964 года. На тот момент это была самая высокая вершина Северной Америки, никем не покорённая. В выборе этой вершины канадскому правительству помогал американский альпинист Брэдфорд Уошберн.
Первое восхождение на гору совершено 24 марта 1965 года братом Джона Кеннеди — Робертом с группой опытных альпинистов, финансируемой Национальным географическим обществом и возглавляемой Джимом Уиттакером. Достигнув вершины, Роберт Кеннеди оставил на ней несколько зажимов для галстуков своего брата, копию инаугурационной президентской речи и медальон Джона Кеннеди. В эту альпинистскую группу, наряду с Робертом Кеннеди, входили:
- Jim Whittaker (род. 1929),
- George R. Senner (1922—2003),
- Dee Molenaar (род. 1918, отпраздновал своё 100-летие[3]),
- Bill Prater (1926—2010),
- Barry Prather (1940—1987).

В настоящее время подъём на эту вершину считается обычным восхождением для опытных альпинистов.